# Spidshale
Spidshale (Parapholis) er en slægt i Græs-familien (Poaceae).

## Arter
- Stivhåret Spidshale (Parapholis strigosa) – eller Trådstænglet Spidshale
- Parapholis incurva

Trådstænglet Spidshale er regnet som en truet art på den danske rødliste.